# Massimo Margiotta
Massimo Margiotta, né le 27 juillet 1977 à Maracaibo au Venezuela, est un footballeur international vénézuélien à la retraite possédant également la nationalité italienne. Durant sa carrière professionnelle, il évolue au poste d'attaquant.

## Biographie
Massimo Margiotta atteint la finale de l'Euro des moins de 19 ans en 1995 avec l'Italie.
En 1998, il termine la saison meilleur buteur de Serie C1 sous les couleurs du Cosenza Calcio.
Massimo Margiotta fait partie de la sélection espoirs italienne de 1998 à 2000. Il prend part aux Jeux olympiques 2000 et y atteint les quarts-de-finale sous les ordres de Marco Tardelli
N'ayant jamais évolué en équipe d'Italie, le 19 février 2004 il endosse le maillot du Venezuela afin d'affronter l'Australie. Il participe ensuite à la Copa América 2004 et les qualifications à la Coupe du monde 2006.
Une fois sa carrière terminée, il devient consultant pour Sky Sports pour la Copa América 2011.

## Palmarès

### En club
| Cosenza Calcio - Serie C1/B - Champion : 1998. |  | Udinese Calcio - Coupe Intertoto - Vainqueur : 2000. |  | AC Pérouse - Coupe Intertoto - Vainqueur : 2003. |

### Individuel
- Meilleur buteur de Serie C1 en 1998.